# Ива Стракова
Ива Стракова (чеш. Iva Straková; Табор, 4. август 1980) била је чешка атлетичарка, специјалиста за скок увис.

## Спортска биографија
Стракова је два пута представљала Чешку на Летњим олимпијским играма (2004, 2008). У Пекингу 2008. Стракова била 12. у финалу. Два пута је освајала првенство Чешке (2005, 2009), а учествовала је на неколико светским и европским првенствима, а отвореном и у дворани. На свим ти великим међународним такмичењима никад није освојила неку медаљу.

## Значајнији резултати
| Година             | Такмичење                    | Место                           | Пласман            | Резултат           |                    |
| Представљала Чешку | Представљала Чешку           | Представљала Чешку              | Представљала Чешку | Представљала Чешку | Представљала Чешку |
| ------------------ | ---------------------------- | ------------------------------- | ------------------ | ------------------ | ------------------ |
| 2002               | Европско првенство           | Минхен, Немачка                 | 15.                | 1,97 м             |                    |
| 2003               | Светско првенство у дворани  | Бирмингем, Уједињено Краљевство | 13.                | 1,90 м             |                    |
| 2003               | Светско првенство            | Париз, Француска                | 21.                | 1,80 м             |                    |
| 2004               | Олимпијске игре              | Атина, Грчка                    | 16.                | 1,89 м             |                    |
| 2005               | Европско првенство у дворани | Мадрид, Шпанија                 | 7.                 | 1,89 м             |                    |
| 2005               | Светско првенство            | Хелсинки, Финска                | 11.                | 1,85 м             |                    |
| 2006               | Светско првенство у дворани  | Москва, Русија                  | 10.                | 1,93 м             |                    |
| 2006               | Европско првенство           | Гетеборг, Шведска               | 22.                | 1,83 м             |                    |
| 2007               | Светско првенство            | Осака, Јапан                    | 18.                | 1,91 м             |                    |
| 2008               | Светско првенство у дворани  | Валенсија, Шпанија              | 8.                 | 1,93 м             |                    |
| 2008               | Олимпијске игре              | Пекинг, Кина                    | 12.                | 1,93 м             |                    |
| 2009               | Европско првенство у дворани | Торино, Италија                 | 7.                 | 1,92 м             |                    |
| 2009               | Светско првенство            | Берлин, Немачка                 | 21.                | 1,89 м             |                    |
| 2010               | Светско првенство у дворани  | Доха, Катар                     | 9.                 | 1,91 м             |                    |

## Лични рекорди
| Дисциплина | Дисциплина   | Резултат | Место                   | Датум                                    |
| ---------- | ------------ | -------- | ----------------------- | ---------------------------------------- |
| Скок увис  | На отвореном | 1,95 м   | Кладно Острава Еберштат | 2. јун 2007. 31. мај 2008. 28. јун 2008. |
| Скок увис  | Дворана      | 1,98 м   | Чејковице               | 14. март 2008.                           |